# 加沃丹
加沃丹（法語：Gavaudun，法語發音：[ɡavodœ̃]）是法国洛特-加龙省的一个市镇，属于洛特河畔新城区。

## 地理
加沃丹（44°33'37"N, 0°53'15"E）面积21.33 平方千米，位于法国新阿基坦大区洛特-加龍省，该省份为法国西南部内陆省份，北起多爾多涅省，西接吉倫特省和朗德省，南至热尔省，东临塔恩-加龙省和洛特省。
与加沃丹接壤的市镇（或旧市镇、城区）包括：拉卡佩勒比龙、比龙、波利亚克、莱德河畔蒙塔尼亚克、萨勒、屈佐恩、布里奥朗斯河畔布朗克福尔、韦尔德比龙。

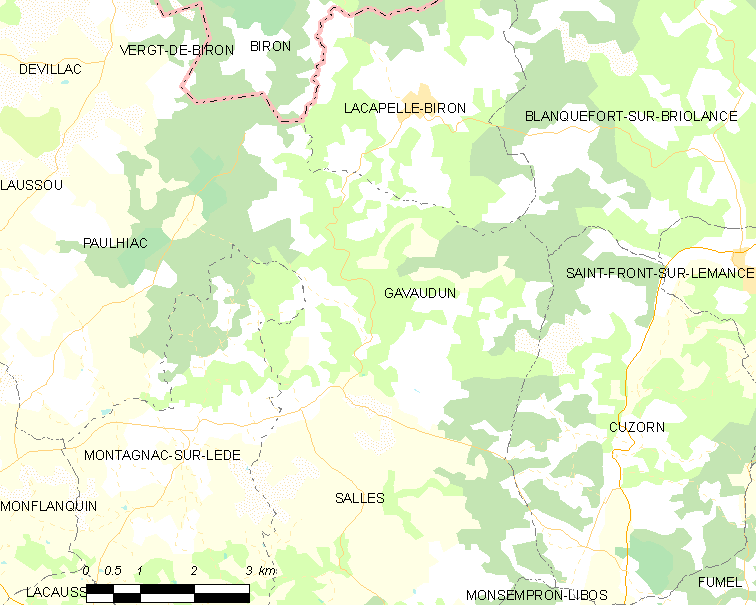
加沃丹的OSM定位图

加沃丹的时区为UTC+01:00、UTC+02:00（夏令时）。

## 行政
加沃丹的邮政编码为47150，INSEE市镇编码为47109。

## 政治
加沃丹所属的省级选区为上阿日奈-佩里戈尔县。

## 人口

1962-2008年间加沃丹人口变化图示

加沃丹于2022年1月1日时的人口数量为304人。